# Antigua Fábrica de Harinas de San Antonio
Se sitúa en el extremo suroccidental de Villafranca de los Barros, inmediato al cauce de arroyo Tripero. Se halla exenta de construcciones en todos sus lados. 
El edificio fue construido a finales del siglo XIX a petición de D. Ricardo Montero de Espinosa y D. Eduardo Rengifo, como fábrica de harinas con el nombre de “San Antonio”. Este edificio fue uno de los primeros en Extremadura que contó con una instalación eléctrica; siendo instalada por el ingeniero Issac Peral según se comprueba del contrato firmado el 18 de febrero de 1895. 
La actividad del edificio corresponde con la época de mayor crecimiento en la ciudad de Villafranca, produciéndose en este período una verdadera explosión demográfica, pasando la población de 4.406 habitantes en 1850, a 9.954 habitantes en 1900 y 16.395 habitantes en 1950, cuando se alcanza el tope de población en la ciudad. La propia finalidad de la instalación dio lugar a numerosas transformaciones en la edificación, con el fin de adaptarla a la fuerte dinámica industrial de la época. Por último, paralizó su actividad con la suspensión de pagos de la empresa el 25 de enero de 1979.
El 14 de noviembre de 1994 la Junta de Extremadura lo declaró Bien de Interés Cultura, el primer monumento que adquiere esta categoría en Villafranca de los Barros.
El barrio en el que se ubica (Barriada Bonhaval, por el arroyo que lo atraviesa) es popularmente conocido como "La Harinera" en relación con esta fabrica. La festividad de este barrio se celebra el día de San Antonio de Padua, advocación bajo la que se encontraba la antigua fábrica.

## Estructura
El edificio ocupa en su conjunto una planta en forma rectangular, 30 por 16 metros, totalizando una superficie de 480 metros cuadrados, de los que 100 corresponden a patio, y los restantes a las zonas construidas en planta baja. Constructivamente se resuelve como una estructura fabricada en sólida mampostería de piedra y mortero de cal, articulada en cinco cuerpos, cuatro de ellos de altura irregular, de una o dos plantas, y cubierta a dos aguas, y un quinto elemento, principal, de tres plantas de altura con ático en el vacío de la cubierta; organizada en planta alrededor de un amplio patio.

## Exterior
Exteriormente, el cuerpo principal se concreta mediante muros formeros de mampostería, donde en las fachadas exteriores se aprecia la disposición de grandes piedras en tongadas regulares. Los ángulos de las esquinas están definidos por ladrillos. De ladrillos son igualmente la cornisa que remata la cubierta de los hastiales, y el recerco de los vanos que se distribuyen regularmente por todas las fachadas. Impostas de poco resalte, pero bien marcadas, definen la división del edificio en tres alturas. Al cuerpo principal de la construcción originaria, datable de 1890, se añadieron posteriormente, en 1927, dos naves suplementarias adosadas al extremo occidental de la fachada principal por el costado norte. Frente a estas naves suplementarias se alza la chimenea principal de la fábrica, consistente en una estructura ochavada de ladrillo de 3,5 metros de eje en la base, con una altura de unos 20 metros aproximadamente correspondiente a la caldera de los mecanismos motores de la instalación general originaria. Otras cuatro chimeneas menores de fábrica de ladrillo, dispuestas sobre los hornos de cocción del pan, se alinean sobre el costado oriental del edificio.

## Interior
Interiormente, la distribución en planta se adecúa a las necesidades de la finalidad del edificio, articulándose alrededor de un amplio patio, con acceso directo desde el exterior por medio de una amplia puerta abierta en la fachada norte. Como cierre del patio por la fachada meridional, un deambulatorio limitado en los extremos por sendos espacios diáfanos, remodelados en la actualidad mediante dos cúpulas. Ocupando las tres alturas de la nave situada en el extremo suroccidental se sitúa la zona de tolvas y demás mecanismos del molino. La compartimentación de los pisos se hace mediante estructuras de madera, en las que se abren huecos para el encaje y articulación de la maquinaria de la fábrica. Igualmente, de madera es la cubierta y está resuelta a dos aguas. La sala de hornos conserva su estructura, distribución y elementos originales.

## Casa de la Cultura
A finales del siglo XX y tras la declaración de BIC el edificio fue acondicionado para albergar la Casa de la Cultura de Villafranca de los Barros. Durante el transcurso de las últimas décadas se han venido realizando obras tendentes a realizar mejoras de accesibilidad del edificio y otras de mantenimiento propias de este tipo de inmuebles como son arreglos de cubiertas y solados así como pequeños arreglos en las carpinterías exteriores de madera. En la actualidad, en este edificio se encuentran varias instituciones de ámbito cultural como la Escuela de Música "Maria Coronada Herrera"; la Biblioteca Municipal "Cascales Muñoz"; y los Medios Locales de Comunicación.